# Dhimitër Anagnosti
Dhimitër Anagnosti (n. 12 de enero de 1936) es un director de cine albanés cuya trayectoria se desarrolló en el siglo XX. En los años 1990 fue miembro del Parlamento de Albania y ministro de Cultura, Juventud y Deporte. Por su contribución al cine, fue galardonado con la medalla de Artista del Pueblo de Albania. En 2011, el presidente Bamir Topi le otorgó la Orden «Honor de la Nación» (en albanés: Urdhri “Nderi i Kombit”).

## Biografía

### Primeros años
Anagnosti nació el 23 de enero de 1936 in Vuno, una población situada en el municipio de Himara (Distrito de Vlorë, Albania). Tras terminar la secundaria en el instituto Ali Demi de Vlorë, prosiguió sus estudios y se graduó como director de cine en el Instituto Guerásimov de Cinematografía (actual Universidad Panrusa Guerásimov de Cinematografía) de Moscú.
En 1961, Anagnosti codirigió, junto con Viktor Gjika, la película Njeriu kurrë nuk vdes (El hombre nunca muere), empleando como guion un cuento corto del escritor estadounidense Ernest Hemingway. La obra le ganó el primer premio en el Festival Mundial de Escuelas Cinematográficas en los Países Bajos.

### Trayectoria
Empezó a trabajar de cineasta para Kinostudio Shqipëria e Re en 1961 con la película Debatik y posteriormente con Toka jonë (Nuestra tierra) in 1964. Escribió el guion del primer documental en color de Albania, Gurët dekorativë (Piedras decorativas). En 1966 Anagnosti codirigió, junto con Viktor Gjika, Komisari i dritës (El comisario de la luz), y un año después dirigió Duel i heshtur (Duelo silencioso).
En total, ha dirigido 14 películas y 10 documentales, y ha obtenido numerosos premios nacionales e internacionales. También ha escrito los guiones de la mayor parte de las películas que ha dirigido.
Por su trabajo en algunas de las películas consideradas las mejores de Albania, ha sido condecorado con el título de Artista Meritorio de Albania y, en 1987, con el de Artista del Pueblo de Albania. Sin embargo, durante el gobierno comunista de Albania, muchas de sus obras fueron censuradas. También ganó el Trofeo a la Trayectoria en el 9.º Festival del Cine Albanés.

### Carrera política
Entre 1991 y 1996, Anagnosti se implicó en la política. Fue elegido diputado del Parlamento albanés por el Partido Democrático de Albania. El 12 de abril de 1992 fue nombrado ministro de Cultura, Juventud y Deporte. Dimitió el 4 de diciembre de 1994 debido a que el entonces presidente Sali Berisha no había asumido el resultado negativo de un referéndum popular para una nueva constitución como un fracaso propio y no había dimitido por ello.

### Regreso a las artes
Tras abandonar la política, Anagnosti creó la Fundación para el Arte y la Cultura, con el objetivo de respaldar a los artistas más activos y contribuir al desarrollo de la cultura albanesa y a su visibilización internacional.
En 2001 Anagnosti regresó a la dirección de películas tras varios años de ausencia. Dirigió el drama teatral Nata e trokitjeve në xham (La noche de los golpes en la ventana) para el Teatro Nacional de Albania. En 2005 dirigió una nueva película, Gjoleka, djali i Abazit (Padre y padrino), que obtuvo dos premios internacionales en Italia.

### Vida personal
Está casado con la actriz albanesa Roza Anagnosti (Xhuxha), una Artista Meritoria de Albania.

## Películas
Lista de películas dirigidas por Anagnosti.
- Gjoleka i biri i Abazit (2006) (Padre y padrino)
- Kthimi i ushtrisë së vdekur (1989) (Regreso del ejército muerto)
- Përrallë nga e kaluara (1987) (Cuento del pasado)
- Gurët e shtëpisë sime (1985) (Piedras de mi casa)
- Kujtime nga Gjirokastra (1983) (Memorias de Gjirokaster)
- Vëllezër dhe shokë (1982) (Hermanos y amigos)
- Në shtepinë tonë (1979) (En nuestro hogar)
- Monumenti (film)|Monumenti (1977) (El monumento)
- Lulëkuqet mbi mure (1976) (Amapolas en los muros)
- Kur hiqen maskat (1975) (Cuando se quitan las máscaras)
- Cuca e maleve (1974) (La chica de las montañas)
- Përjetërsi (1974) (Eternidad)
- Motive nga dita e diel (1973) (Motivos de un domingo)
- Malet me blerim mbuluar (1971)
- Parafabrikatet (1970)
- Plagë të vjetra (1968) (Viejas heridas)
- Duel i heshtur (1967) (Duelo silencioso)
- Komisari i dritës (1966) (Comisario de la luz)
- Njeriu kurrë nuk vdes (1961) (El hombre nunca muere)